# Wirki wielojelitowe
Wirki wielojelitowe, wirki wielogałęziste (Polycladida) – są to większe wirki (do 15 cm) o ciele listkowato spłaszczonym. 
Posiadają gardziel fałdową (pharynx plicatus) oraz mają licznie rozgałęzione pnie jelitowe, odchodzące promienisto od gardzieli. Rozgałęziony przewód pokarmowy wiąże się z ich dużymi wymiarami ciała oraz dużą liczbą gruczołów płciowych. Od otoczonych torebką zwojów mózgowych odchodzą promienisto pnie nerwowe. Posiadają liczne oczy. 
W budowie układu rozrodczego tych wirków występują cechy bardzo prymitywne, jak np. brak wyodrębnionych żółtników, a u niektórych gatunków także wyodrębnionych przewodów rozrodczych. Mają liczne jądra i jajniki. Jaja ich są typu entolecytalnego, bruzdkowanie, jakie przechodzą, jest typu spiralnego. Mają one rozwój prosty lub z przeobrażeniem. Wirki te należą do form morskich. Tropikalne wirki z tego rzędu, szczególnie zamieszkujące rafy koralowe, wyróżniają się intensywnym i jaskrawym ubarwieniem. W morzach północnych występuje Leptoplana.

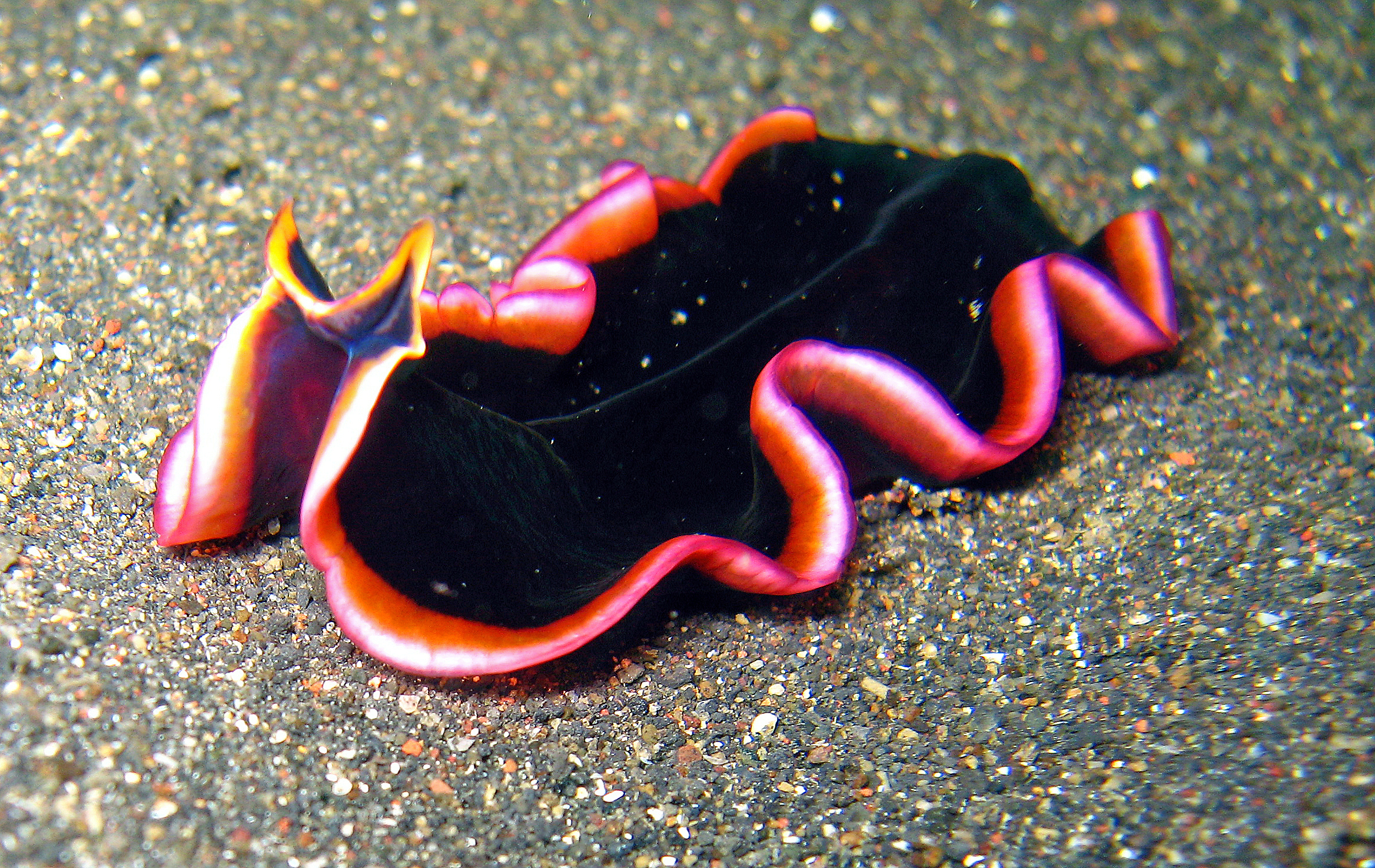
Pseudobiceros hancockanus

Przedstawiciele:
- Leptoplana timida
- Planocera graffi
- Oligocladus sanguinolentus
- Pseudoceros bedfordi
- Thysanozoon brocchii